# Juliaca mimula
Juliaca mimula är en insektsart som beskrevs av Young 1977. Juliaca mimula ingår i släktet Juliaca och familjen dvärgstritar. Inga underarter finns listade i Catalogue of Life.